# Arturo Torres
Arturo Torres (Coronel, 20 oktober 1906 – Santiago, 20 april 1987) was een Chileens voetballer, die zijn vaderland vertegenwoordigde op het WK voetbal 1930. Hij maakte tevens deel uit van de Chileense selectie die deelnam aan de Olympische Spelen 1928 in Amsterdam. Hij speelde als middenvelder en kwam uit onder meer voor Colo-Colo en Audax Italiano. Torres speelde twaalf interlands voor het Chileens voetbalelftal. Na zijn actieve loopbaan werd hij voetbaltrainer.

## Erelijst
Club Magallanes
- Primera División

1933, 1934, 1935
 Colo-Colo
- Primera División

1937, 1944 (als coach)